# Православная церковь Чешских земель и Словакии
Правосла́вная це́рковь Че́шских земе́ль и Слова́кии (чеш. Pravoslavná církev v českých zemích a na Slovensku, словац. Pravoslávna cirkev v českých krajinách a na Slovensku, до 1992 года — Православная церковь в Чехослова́кии, чеш. Pravoslavná církev v Československu, словац. Pravoslávna cirkev v Česko-Slovensku) — автокефальная поместная православная церковь, имеющая 14-е место в диптихе Константинопольского патриархата. Юрисдикция — Чехия и Словакия.

## История
Церковная организация на территории Великоморавского княжества появилась в 863 году трудами святых равноапостольных Кирилла и Мефодия. Однако после смерти Солунских братьев инициатива перешла к сторонникам латинского обряда. В дальнейшем православие удержалось только в пределах Мукачевской епархии, охватывавшей преимущественно территорию Подкарпатской Руси (нынешняя Закарпатская область Украины). Однако в результате Ужгородской унии в 1646 году большинство священнослужителей этой епархии вошли в унию с Католической церковью.
Таким образом, непрерывной православной традиции на территории Чехии и Словакии не существовало.
В XIX веке начали организовываться первые сообщества православных. В 1903 году в Праге возникло общество «Православная беседа». В 1920 году благодаря сербской инициативе в Карпатах снова возникли православные приходы в юрисдикции Сербской православной церкви (СПЦ).
В период между Первой и Второй мировыми войнами, после распада Австро-Венгерской империи (1918) и роста антикатолических настроений в стране, на территории новообразованной Чехословакии была образована Чехословацкая гуситская церковь, позиционировавшая себя, как национальная. Вскоре в рядах этой церкви возник конфликт между её лидером доктором Карелом Фарским и отлучённым католическим священником Матеем Павликом (позднее станет известен под православным монашеским именем Горазд), который стремился придать новой юрисдикции более православный вид. Результатом конфликта стал выход Павлика и его сторонников из гуситской церкви и их присоединение к Сербской православной церкви. 25 сентября 1921 года патриарх Сербский Димитрий (Павлович) хиротонисал Горазда (Павлика) во епископы Чешско-Моравские.
В 1923 году патриарх Константинопольский Мелетий II учредил на территории Чехословакии архиепископию с центром в Праге. В её состав вошли три епархии: Пражская, Моравская и Карпато-Русская. Тогда же архиепископии была дарована автономия.
В 1929 году СПЦ создала в Чехословакии две епархии: Чешскую с центром в Праге и Мукачевско-Прешовскую с центром в Мукачеве.
В 1942 году епископ Горазд и несколько клириков за укрывательство убийц Рейнхарда Гейдриха были расстреляны. Чешская православная церковь была запрещена, её имущество конфисковано, храмы закрыты, духовенство подвергнуто арестам и заключениям.
После войны в 1946 году Чехословацкая православная церковь перешла от сербской юрисдикции под юрисдикцию Московского патриархата и была организована в экзархат. Окончательным решением юрисдикционного вопроса можно считать определение Священного синода СПЦ от 15 мая 1948 года.
После закрытия обители преподобного Иова Почаевского в Ладомировой в 1946 году в Чехословакии не осталось ни одного православного монастыря.
14 ноября 1948 года была основана духовная семинария в Карловых Варах. В следующем году она была переведена в Прагу.
7 декабря 1949 года решением епархиального собрания, состоявшегося в Праге, Чешская православная епархия была разделена на две самостоятельные епархии: Пражскую и Оломоуцко-Брненскую.
30 января 1950 года Совет министров СССР секретным постановлением признал необходимым предоставить независимость (автокефалию) православной церкви в Чехословакии. 28 апреля 1950 года в Прешове под давлением властей был созван Собор греко-католического духовенства и верующих, который объявил об отмене Ужгородской унии 1646 и 1649 годов и о воссоединении с Православной церковью. В связи с увеличением паствы на территории Словакии были созданы две епархии — Прешовская во главе с епископом Алексием (Дехтярёвым) и Михайловская во главе с епископом Александром (Михаличем). В том же году семинария была преобразована в Православный богословский факультет и перенесена в Прешов, так как проблема духовного просвещения бывших греко-католиков стала особенно актуальной.
8 октября 1951 года патриарх Московский Алексий I и Священный синод РПЦ по просьбе Собора архиереев Православной церкви в Чехословакии дали предварительное согласие на автокефалию последней.
23 ноября 1951 года от лица патриарха и всего Архиерейского собора Русской православной церкви в патриархии был подписан Акт о даровании автокефалии Православной церкви в Чехословакии.
В том же году первым предстоятелем Церкви стал советский митрополит Елевферий (Воронцов).
Константинопольский патриархат не признал автокефалии от Московского патриархата, полагая, что последний не имел право на её дарование, так как со времён святых Кирилла и Мефодия (IX век) церковь в Моравии находилась в юрисдикции Константинопольского патриарха.
В 1968 году в ходе Пражской весны была легализована Грекокатолическая церковь. Данный факт, вкупе с массовым недовольством вторжением советских войск, учитывая, что православие в массовом сознании ассоциировалось прежде всего с Россией, привёл к массовому переходу в унию числившихся православными многих верующих Восточной Словакии.
По переписи 1991 года на территории Чехии и Словакии проживало около 53 тысяч православных верующих — около 0,34 % из более чем 15-миллионного населения, причём большинство на территории Словакии.
В связи с прогнозируемым распадом Чешской и Словацкой Федеративной Республики Поместный собор Чехословацкой православной церкви, состоявшийся 11—12 декабря в Прешове, высказался за сохранение единой автокефальной Церкви, распространяющей свою юрисдикцию на территории Чехии и Словакии. Однако по политическим причинам было принято решение о переименовании Церкви в Православную церковь в Чешских землях и Словакии. Тогда же был принят новый устав, согласно которому единый Митрополичий совет был разделён на два самостоятельных органа — Митрополичий совет Чешских земель в Праге и Митрополичий совет Словакии в Прешове, а предстоятелем Церкви мог быть избран как архиепископ Пражский, так и архиепископ Прешовский. Едиными для всей Церкви остались Священный синод и Поместный собор. Прешовский собор 1992 года принял решение о канонизации моравского князя Ростислава, инициатора кирилло-мефодиевской миссии среди славян. Торжества по случаю канонизации проходили 29—30 октября 1994 года в Прешове и Брно. Тогда же руководство Церкви начало прилагать усилия к установлению отношений с Константинопольским патриархатом с целью признания автокефалии
27 августа 1998 года Константинопольский патриархат издал «Патриарший и Синодальный Томос о даровании автокефалии святой Православной церкви в Чешских землях и Словакии», который ссылался на томос Вселенской патриархии о автономии Чехословацкой церкви от 1923 года. По мнению представителей Московского патриархата, томос из Вселенской патриархии означал признание ранее сложившегося status quo, «ибо невозможно даровать то, чем уже обладает тот, кому преподносится мнимый дар». Томос 1998 года не подтверждал автокефалию, а именно даровал её: Константинопольский патриархат никогда не признавал законности Грамоты Московского патриарха Алексия 1951 года.
В марте 2012 года патриарх Константинопольский Варфоломей направил митрополиту Чешских земель и Словакии Христофору протест по поводу произошедшего празднования в декабре 2011 года 60-летия автокефалии как незаконного, в связи с чем митрополит Христофор принёс патриарху свои извинения со ссылкой на совпавший по времени визит в Прагу президента России Дмитрия Медведева.
По переписи 2001 года в Чехии было 23 053 православных, в Словакии — 50 363. Четыре епархии Церкви объединяли 166 приходов с 184 храмами. Из всех традиционных религиозных объединений Чехии и Словакии Православная церковь в начале 2000-х считалась конфессией с самым быстрым ростом числа верующих. На 2007 год насчитывала 249 приходов (78 в Чехии и 171 в Словакии), окормляемых 197 священниками и диаконами. По оценкам предстоятеля церкви митрополита Христофора, на 2011 год в Чехии и Словакии насчитывалось примерно 100 000 православных христиан.
После кончины митрополита Николая (Коцвара) в 2006 году предстоятелем стал Христофор (Пулец), который в апреле 2013 года был вынужден уйти на покой в связи с публичными обвинениями в нарушении монашеских обетов (по сведениям подателей жалоб, у митрополита Христофора десятеро детей от разных женщин). Отставка митрополита Христофора открыла период нестроений и раскола в руководстве поместной церкви. Кризис был преодолён в январе 2016 года, когда патриарх Константинопольский Варфоломей признал архиепископа Прешовского Ростислава (Гонта) в качестве предстоятеля в соответствии с соглашением, достигнутым двумя сторонами по результатам переговоров. Соглашение, достигнутое в патриархии 14 апреля 2016 года, предписывает инкорпорацию томоса 1998 года в Устав ПЦЧЗС.
Число членов Церкви в середине 2010-х годов оценивалось в 74 тыс. человек.

## Епископат
- Ростислав (Гонт), архиепископ Прешовский, митрополит Чешских земель и Словакии
- Иоаким (Грди), архиепископ Бероунский
- Михаил (Дандар), архиепископ Пражский
- Георгий (Странский), архиепископ Михаловский и Кошицкий
- Исаия (Сланинка), епископ Оломоуцкий и Брненский

## Предстоятели
- Елевферий (Воронцов) (8 декабря 1951 — 28 ноября 1955)
- Иоанн (Кухтин) (17 мая 1956 — 23 октября 1964)
- Дорофей (Филип) (25 октября 1964 — 30 декабря 1999)
- Николай (Коцвар) (14 апреля 2000 — 30 января 2006)
- Христофор (Пулец) (28 мая 2006 — 12 апреля 2013)
- Симеон (Яковлевич) (12 апреля 2013 — 9 декабря 2013), с точки зрения Константинопольского патриархата: с 12 апреля 2013 по 14 января 2016 года в/у, архиеп. Оломоуцко-Брненский
- Ростислав (Гонт) (с 11 января 2014) в/у с 9 декабря 2013 года